# Graham McVilly
Graham Mac Villy, né le 4 mai 1948 à Hobart et mort le 21 avril 2002 à Huntingfield, est un coureur cycliste australien. Professionnel de 1969 à 1985, il a été champion d'Australie sur route en 1970 et 1971.

## Palmarès
- 1969
  - 2e du Herald Sun Tour
- 1970
  -  Champion d'Australie sur route
  - 2e du Herald Sun Tour
- 1971
  -  Champion d'Australie sur route
  - Herald Sun Tour
- 1973
  - Herald Sun Tour
- 1974
  - Herald Sun Tour
- 1976
  - 2e du championnat d'Australie sur route
- 1978
  -  Champion d'Australie de poursuite par équipes
- 1979
  - Grafton to Inverell Classic

## Distinctions
- Sir Hubert Opperman Trophy en 1971 et 1973[1]